# Daewoo Precision Industries K4
O Daewoo Precision Industries K4 (em coreano:  K4 고속유탄기관총) é um lança-granadas automático de alta velocidade de calibre 40×53mm em uso pelas Forças Armadas da República da Coreia.
O K4 foi desenvolvido como um complemento ao lança-granadas portátil K-201 (acoplável ao Daewoo K2).

## História
O K4 entrou em produção em 1993.

## Projeto
Pesa 34,4 kg (vazio, sem acessórios) e pode disparar até 325 tiros por minuto, com alcance de 1,5 km. Quando necessário, em operações noturnas, uma mira telescópica de visão noturna KAN/TVS-5 pode ser acoplada ao receptor.
O K4 é visualmente semelhante ao Mk 19 AGL.

## Operadores
- Iraque: Pequenos números usados pelas forças especiais iraquianas em Humvees.[5]
- Líbia: Primeiro cliente de exportação, comprou o K4 em 2009.[6]
- México: Adquirido desde 2011.[7]
- Polónia: Várias centenas de K4 encomendados em 2022.[8]
- Coreia do Sul[2]
- Singapura: 17 K4 transferidos de acordo com um relatório de armas leves do SIPRI de 2019.[9]